# Центральное (Белгородская область)
Центра́льное — село в Ракитянском районе Белгородской области. Административный центр Центрального сельского поселения.

## История
Образовано в 2001 году путём выделения улиц Восточная, Майская, Молодёжная, Олимпийская, Средняя, Огородная, Совхозная и Южная посёлка городского типа Ракитное в отдельный населённый пункт.

## Население
| 2002 | 2010 |
| ---- | ---- |
| 553  | ↗678 |